# Schubertiade
Du vivant du compositeur Franz Schubert étaient organisées des Schubertiades, des réunions musicales et culturelles privées lors desquelles étaient jouées ses œuvres. Elles avaient donc aussi une composante littéraire, notamment dans les lieder, ces poèmes mis en musique, ainsi que par les lectures d’œuvres de ses amis poètes et les jeux théâtraux qui y étaient donnés. Le terme apparaît dans les années 1820, le mot lui-même est donc contemporain de Schubert et a été donné à ces soirées en hommage amical à sa musique, laquelle a rapidement été placée au centre de la fête. Aujourd’hui le nom est utilisé pour des séries de concerts et festivals musicaux.

## Les Schubertiades historiques

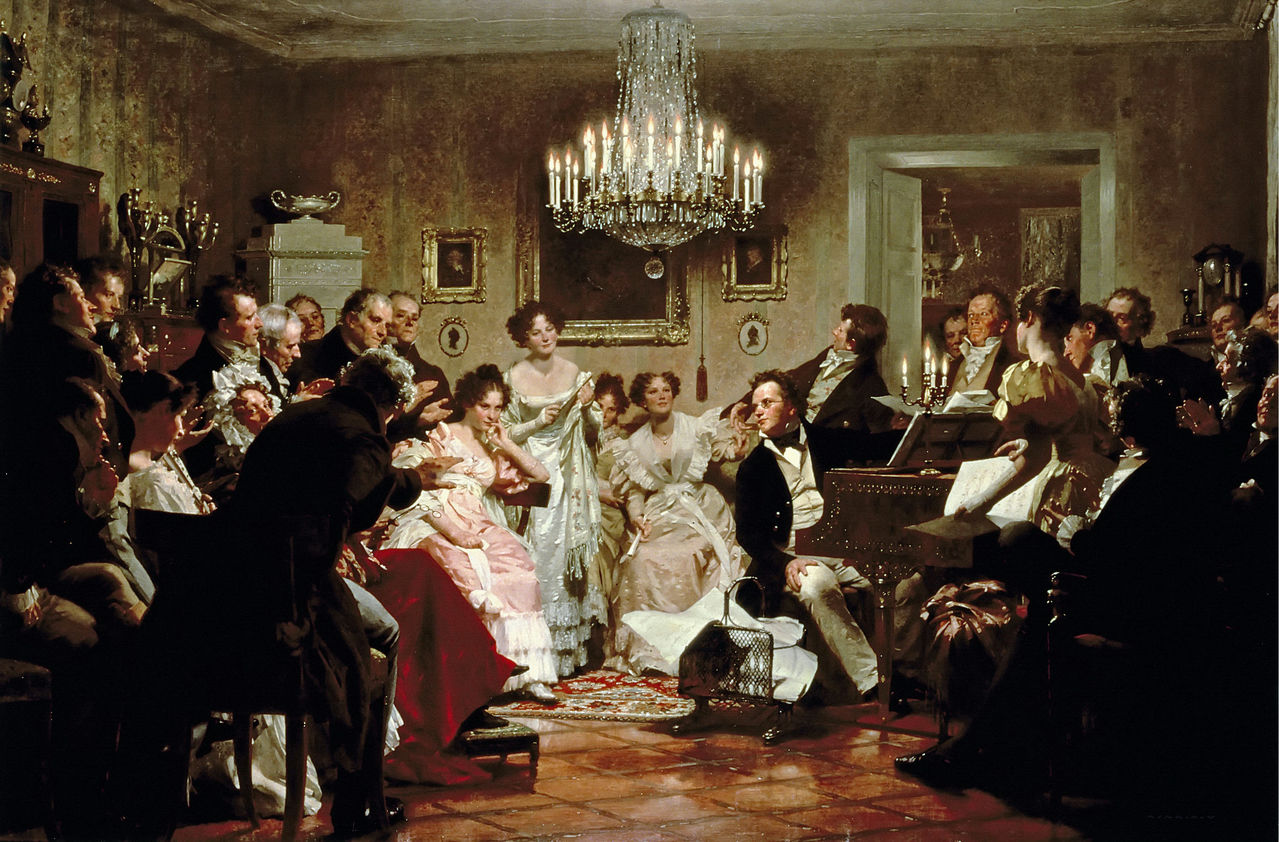
Schubertiade, par, 1897.

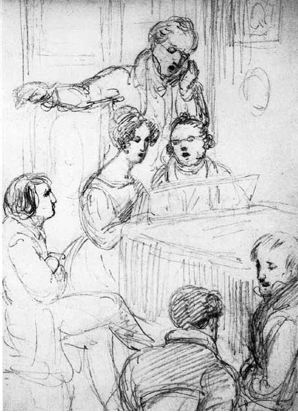
Johann Michael Vogl, Josephine Fröhlich et Franz Schubert. 1827.

De 1815 à 1824, des concerts privés très courus eurent lieu dans le grand appartement de la famille Sonnleithner à Vienne où divers compositeurs pouvaient intervenir. Le juriste et auteur Ignaz von Sonnleithner (en) y invitait des amis intéressés par la culture ; il entra en contact avec Franz Schubert vraisemblablement par l’intermédiaire de son fils, Leopold von Sonnleithner (de), qui avait la responsabilité de la programmation de ces soirées musicales. Ce dernier appréciait particulièrement les lieder de Schubert et c'est à l'écoute du Roi des aulnes qu'il décida de programmer des œuvres vocales de Schubert. Ces concerts offrirent donc à Schubert une occasion de faire connaître ses œuvres à Vienne.
Le terme « Schubertiade » apparaît dans les années 1820. La première manifestation attestée dans une lettre qui peut être qualifiée de Schubertiade au sens propre, eut lieu le 26 janvier 1821 dans l’appartement de la Famille von Schober. À partir de 1822, Schubert lui-même emploie ce terme.
Les Schubertiades étaient organisées par les amis et mécènes du compositeur, et le nombre de participants allait d'une poignée à plus d'une centaine. Souvent Schubert était présent et y jouait, mais il arrivait que ce type de réunion ait lieu sans lui. Quelques-unes ont été organisées dans d'autres villes que Vienne, où Schubert se rendait. Lors de ces réunions, Franz Schubert jouait souvent des lieder où chantaient Johann Michael Vogl, Carl von Schönstein, Sophie Müller et Josephine Fröhlich (en). Parfois il chantait lui-même et improvisait. Il y avait aussi des chansons à parties, des danses et pièces de piano à quatre mains.
Des lectures et des jeux de divertissement spirituels sur un sujet précis complétaient ces soirées qui constituaient un mélange de rencontres amicales et de salon littéraire et musical. La dernière Schubertiade du vivant du compositeur eut lieu le 28 janvier 1828 chez Joseph von Spaun. Peu de temps avant, le grand cycle de Lieder Le Voyage d’hiver (Winterreise) avait été présenté à l’automne 1827.

## Hommages contemporains
Depuis le XXe siècle, les festivals de musique de grande envergure consacrés à l’œuvre de Schubert sont aussi appelés Schubertiades. Celles des villes autrichiennes du Vorarlberg Hohenems et Schwarzenberg sont parmi les plus connues. Il s’en trouve également à Ettlingen près de Karlsruhe, à Dörzbach, à Luxemburg, à Sceaux, à Vilabertran près de Barcelone et à Schnackenburg au bord de l’Elbe tous les ans. En Suisse romande (francophone), les Schubertiades ont été lancées par André Charlet à Champvent (VD) en 1978. Avec la chaîne de Radio télévision suisse Espace 2, ces Schubertiades ont lieu en général chaque 2 ans, en passant notamment par Sion, Neuchâtel, Carouge/Genève, Delémont, Bienne. La 21e édition est fixée aux 3 et 4 septembre 2022 à Fribourg.